# Maciej Raś
Maciej Jerzy Raś (ur. 16 stycznia 1975 w Warszawie) – polski politolog, doktor habilitowany nauk społecznych, wykładowca Uniwersytetu Warszawskiego; radny dzielnicy Mokotów (1998–2014), wykładowca i prodziekan ds. studenckich Wydziału Nauk Politycznych i Studiów Międzynarodowych Uniwersytetu Warszawskiego (2020–2024). Od września 2024 pełni funkcję prorektora UW ds. studenckich i jakości kształcenia.

## Życiorys
Ukończył Instytut Stosunków Międzynarodowych oraz Studium Bezpieczeństwa Narodowego na Uniwersytecie Warszawskim (1999). W 2003 obronił na UW doktorat na temat Ewolucja polityki zagranicznej Rosji wobec Stanów Zjednoczonych i Europy Zachodniej w latach 1991–2001 (promotor: prof. Bogusław Mrozek). Habilitację uzyskał na UW w 2019 na podstawie monografii Aktywność międzynarodowa regionów Federacji Rosyjskiej i uzupełniającego to osiągnięcie dorobku naukowego. Zainteresowania badawcze obejmują: politykę zagraniczną i bezpieczeństwa państw poradzieckich, relacje Rosja-Zachód, politykę wschodnią Polski i Unii Europejskiej, Europę Środkową i Wschodnią w stosunkach międzynarodowych, aktywność międzynarodową podmiotów subpaństwowych.
Od 1999 związany z macierzystym Instytutem na stanowisku w Zakładzie Historii i Teorii Stosunków Międzynarodowych. Pełnił funkcję Pełnomocnika Dziekana Wydziału Nauk Politycznych i Studiów Międzynarodowych UW ds. doktorantów zagranicznych oraz koordynatora ISM UW ds. współpracy z uczelniami rosyjskimi, wcześniej m.in. kierownika Podyplomowych Studiów Marketingu Kultury i Studium Bezpieczeństwa Narodowego. Po reorganizacji Wydziału w 2019 został pracownikiem Katedry Studiów Wschodnich WNPiSM. W kadencji 2020–2024 prodziekan ds. studenckich WNPiSM, a od 2024 – prorektor UW ds. studenckich i jakości kształcenia.
Poza działalnością naukową, równolegle zaangażowany samorządowo. Przez cztery kadencje, od 1998 do 2014, był radnym Mokotowa z ramienia Sojuszu Lewicy Demokratycznej, w tym przewodniczącym (2006–2010) i wiceprzewodniczącym (2002–2006, 2010–2014) Rady. W wyborach 2014 i 2018 bez powodzenia ubiegał się o mandat. Członek Rady Krajowej SLD, w 2005 objął stanowisko szefa warszawskich struktur partii. Na początku lutego 2022 poinformowano o jego odejściu z Nowej Lewicy.

## Wybrane publikacje
- Maciej Raś, Ewolucja polityki zagranicznej Rosji wobec Stanów Zjednoczonych i Europy Zachodniej w latach 1991–2001, Warszawa: Wydawnictwa Uniwersytetu Warszawskiego, 2005.
- Maciej Raś, Stanisław Bieleń (red.), Polityka zagraniczna Rosji, Warszawa: Difin, 2008.
- Maciej Raś, Polityka Rosji wobec Europy Środkowo-Wschodniej, Lublin: Instytut Europy Środkowo-Wschodniej, 2010.
- Maciej Raś, Aktywność międzynarodowa regionów Federacji Rosyjskiej, Warszawa: Dom Wydawniczy Elipsa, 2018.